# Namapa
Namapa is een geslacht van wantsen uit de familie van de Reduviidae (Roofwantsen). Het geslacht werd voor het eerst wetenschappelijk beschreven door Wygodzinsky & Lent in 1980.

## Soorten
Het genus is monotypisch en bevat alleen de volgende soort:

- Namapa caroli Wygodzinsky & Lent, 1980